# スターダンサーズ・バレエ団
公益財団法人スターダンサーズ・バレエ団（スターダンサーズ・バレエだん）は、1965年に創立された東京都港区南青山を拠点とするバレエ団。理事長：石坂泰彦）。略称はスタダン、SDB。
当初はアメリカン・バレエを上演することを目的として、寄せ集めの人材で構成された。コンテンポラリー作品に特色がある。長らく代表は太刀川瑠璃子だったが、2003年秋、小山久美にバトンタッチされた。芸術監督に、厚木凡人、鈴木稔など、個性的な人材が集まっており、クラシック作品中心の日本のバレエ団では異色の存在であろう。1996年にピーター・ライトを芸術顧問に迎えた。

## 歴史・沿革
- 1964年「スター・ダンサーの競演によるバレエ特別公演」（日比谷公会堂）
  - 関直人の「ワルツ・ノーブル・センチメンタル」「帯」「白の旋律」の3作品
  - 太刀川瑠璃子の最後の舞台。以後、バレエ団経営の裏方に回る。
  - ニューヨークから帰国した小川亜矢子も参加する。
- 1965年「アントニー・チューダー・バレエ特別公演」
  - 「暗い悲歌」「火の柱」「底流」「リラの園」「小さな即興曲」アントニー・チューダー特別招聘
- スターダンサーズ・バレエ・カンパニー発足
  - 服部・島田バレエ団のスタジオを借りた。
  - 当初は、太刀川瑠璃子、小川亜矢子の2名代表体制。

## 創設者
太刀川瑠璃子（1927-2008、東京都出身、東京女学館卒）は、8歳より小沢恂子舞踊研究所で舞踊を始め、戦後、小牧正英に師事、小牧バレエ団のプリマを務めた。小牧の妻でもあったが1963年に離婚、退団。1964年、バレエ団の所属に関係なく、岡本佳津子、小川亜矢子ら当時のトップダンサーを集めたガラ公演「スター・ダンサーの競演によるバレエ特別公演」を開催し、1965年には同じくダンサー競演によるアントニー・チューダー・バレエ特別公演を開催、当初は公演のたびにダンサーを集めていたが、その後スターダンサーズ・バレエ団を創立。日本のバレエ普及・発展に尽くし、昭和音楽芸術学院校長を経て同校の後身昭和音楽大学の副学長も歴任した。俳優の太刀川寛は弟。

## レパートリー
- ピーター・ライト版
  - 「ジゼル」
  - 「コッペリア」
  - 「くるみ割り人形」
- ジョージ・バランシン振付作品
  - 「ウエスタン・シンフォニー」
  - 「フォー・テンペラメント」
  - 「コンチェルト・バロッコ」
  - 「スコッチ・シンフォニー」
  - 「セレナーデ」
  - 「錫の兵隊」
  - 「ドニゼッティ・ヴァリエーション」
  - 「チャイコフスキー・パ・ド・ドゥ」
- ウィリアム・フォーサイス振付作品
  - 「ステップテクスト」
- アントニー・チューダー振付作品
  - 「小さな即興曲」
  - 「オッフェンバック・イン・ザ・アンダーワールド」
  - 「暗い悲歌」
  - 「葉は色あせて」
  - 「火の柱」
  - 「底流」
  - 「リラの園」
- ケネス・マクミラン振付
  - 「エリート・シンコペーション」
  - 「コンチェルト」
- ナチョ・ドゥアト
  - 「ナ・フローリスタ」
- ジェローム・ロビンス振付作品
  - 「牧神の午後」
  - 「グラン・パ・クラシック」
  - 「パキータ」
- イブ・アンダーソン振付作品
  - 「シンプル・シンフォニー」
  - 「パキータ」
- クルト・ヨース
  - 「緑のテーブル」
- 厚木凡人振付作品
  - 「春の祭典」
  - 「三重奏」
  - 「ゆるやかなさかみち」
  - 「舗道のある館」
- 鈴木稔振付作品
  - 「ドラゴン・クエスト」
  - 「ミッシング・リンク」Missing Link
  - 「ダイアローグ」
  - YONK
  - 「シンデレラ」
- 尺田知路振付作品
  - 「化粧室」
- 関直人振付作品
  - 「絹」
- 遠藤善久振付作品
  - 「高熱」
  - 「からす」
  - 「地平線のドーリア」
  - 「輝夜姫」
- 千葉昭則振付作品
  - 「バレエ・アルバムII」

## 団員
- スタッフ
  - 総監督 - 小山久美
  - 芸術顧問 - サー・ピーター・ライト
  - 常任振付家 - 鈴木稔
  - バレエ・ミストレス - 小山恵美
  - バレエ・マスター - 福原大介
- バレエ教師
  - 新井咲子
  - ソン・イ
  - 大和雅美
- ダンサー
  - 愛澤佑樹
  - 秋山和沙
  - 池田武志
  - 井後麻友美
  - 石川聖人
  - 石川龍之介
  - 石山沙央理
  - 井上興紀
  - 岩崎醇花
  - 岩本悠里
  - 榎本文
  - 海老原詩織
  - 大野大輔
  - 小澤倖造
  - 加地暢文
  - 柏葉大歩
  - 勝木萌香
  - 角屋みづき
  - 金子紗也
  - 久野直哉
  - 鴻巣明史
  - 早乙女愛毬
  - 佐野朋太郎
  - 塩谷綾菜
  - 杉山桃子
  - 鈴木就子
  - 関口啓
  - 関口智則
  - 髙橋麗
  - 髙橋茉由
  - 飛永嘉尉
  - 冨岡玲美
  - 友杉洋之
  - 中川郁
  - 仲田直樹
  - 西澤優希
  - 西原友衣菜
  - 馬場彩
  - 林田翔平
  - 東真帆
  - 堀沢悠子
  - 本田千晃
  - 前田望友紀
  - 三澤由華
  - 宮司知英
  - 森田理紗
  - 山内優奈
  - 若宮嘉紀
  - 和田瞬
  - 渡辺恭子
  - 渡辺大地
- アーティスト
  - 岸川まや
  - 佐々木佳子
  - 柴田みよ子
  - 周防サユル
  - 東秀昭
  - 厚木彩
  - 新井千佳
  - 天木真那美
  - 岩崎祥子
  - 上之恵民
  - 荻野曰子
  - 加藤美夏
  - 川島治
  - 久保田小百合
  - 小池知子
  - 小平浩子
  - 坂井萌美
  - 佐藤万里絵
  - 林ゆりえ
  - 松坂理里子
  - 松本実湖
  - 丸山香織
  - 森本京子
  - 遠藤康行
  - 白椛祐子
  - 須永リエ
- 準団員
  - 田中景都
- 過去に在籍していた団員
  - 厚木三杏
  - 西島千博
  - 李波
  - 原麻衣子（はらたいらの娘）
  - 木下佳子
  - 大岡直美
  - 宮井和子
  - 本田真理子　
  - 猪俣陽子
  - 平井有紀
  - 福島昌美
  - 村田容子
  - 西村亜弓
  - 横山智香　　　
  - 新田知洋